# Lillkyrka församling, Linköpings stift
Lillkyrka församling var en församling i Linköpings stift inom Svenska kyrkan i Linköpings kommun i Östergötlands län. Församlingen uppgick 2009 i Åkerbo församling.
Församlingskyrka var Lillkyrka kyrka

## Administrativ historik
Församlingen har medeltida ursprung.
Församlingen var åtminstone till 1540 annexförsamling i pastoratet Törnevalla och Lillkyrka för att därefter till 17 maj 1821 utgöra ett eget pastorat. Från 17 maj 1821 till 1 maj 1924 var församlingen annexförsamling i pastoratet Östra Skrukeby och Lillkyrka. Från 1 maj 1924 till 1962 var församlingen annexförsamling i pastoratet Törnevalla, Östra Skrukeby och Lillkyrka som 1 maj 1932 utökades med Gistads församling. Från 1962 var den annexförsamling i pastoratet Rystad, Östra Harg, Törnevalla, Östra Skrukeby, Lillkyrka och Gistad som 1978 utökades med Vårdsbergs församling. Från 2006 var församlingen annexförsamling i Åkerbo pastorat. Församlingen uppgick 2009 i Åkerbo församling.
Församlingskod var 058027.

## Kyrkoherdar
| Ämbetstid  | Namn                            | Levnadstid | Övrigt                                        |
| ---------- | ------------------------------- | ---------- | --------------------------------------------- |
| 1570-talet | Georgius Clementis              |            |                                               |
| 1579–1611  | Nicolaus Laurentii              | –1611      |                                               |
| 1613–1638  | Ericus Nicolai (Gothus)         | –1638      |                                               |
| 1639–1650  | Jonas Laurentii Cirrhæus        | 1593–1650  |                                               |
| 1651–1654  | Johannes Nicolai Kruuk (Krucke) | –1654      |                                               |
| 1655–1665  | Sveno Magni Metzenius           | 1616–1665  |                                               |
| 1666–1667  | Petrus Olavi Hulthenius         | –1667      |                                               |
| 1667–1694  | Andreas Stagnerus               | 1630–1694  |                                               |
| 1695–1738  | Isaac Metzenius                 | 1663–1738  |                                               |
| 1738–1759  | Olof Wigius                     | 1705–1783  | Senare kyrkoherde i Gistads församling.       |
| 1759-1772  | Jonas Wiström                   | 1716–1772  |                                               |
| 1772–1791  | Samuel Samuelsson               | 1730–1804  | Senare kyrkoherde i Linderås församling.      |
| 1791–1795  | Daniel Kernell                  | 1759–1810  | Senare kyrkoherde i Hallingebergs församling. |
| 1795–1820  | Jonas Daniel Sommelius          | 1762–1841  | Senare kyrkoherde i Gryts församling.         |

## Klockare och organister
| Ämbetstid | Namn                    | Levnadstid | Övrigt                     |
| --------- | ----------------------- | ---------- | -------------------------- |
|           | Sven Nilsson            | 1655–1730  | Klockare                   |
|           | Olof Hålingsson         |            | Klockare                   |
|           | Håkan Andersson         | –1700      | Klockare                   |
|           | Olof Järpe              |            | Klockare                   |
| –1712     | Olof Månsson            |            | Klockare                   |
|           | Samuel Svensson         |            | Klockare                   |
|           | Olof Persson Hultenius  |            | Klockare                   |
|           | Magnus                  |            | Klockare                   |
|           | Olof Persson            |            | Klockare                   |
| –1722     | David Davidsson         | –1722      | Klockare                   |
|           | Per Larsson Ha erman    | 1684–1747  | Klockare                   |
|           | Erik Karlsson           | 1725–      | Klockare                   |
|           | Östen Östensson Lundbom | 1712–1772  | Klockare                   |
|           | Anders Qväsberg         | 1748–1793  | Klockare                   |
|           | Sven Månsson Sjögren    | 1761–1802  | Klockare                   |
|           | Botvid Sjögren          |            | Klockare                   |
| 1813–1863 | Peter Eklund            | 1786–1867  | Klockare                   |
| 1864–1888 | Samuel Alin             | 1836–      | Klockare och organist 1864 |
| 1889–1919 | Johan Rixén             | 1845–1919  | Klockare och organist      |
| 1920–1928 | Rut Jonsson             | 1887–1971  | Klockare och organist      |
| 1928–1992 | Ingeborg Kjellén        | 1913–      | Klockare och organist      |